# Wilhelmina van der Horst-van der Lugt Melsert
Wilhelmina Jacoba Elisabeth van der Horst-van der Lugt Melsert (Den Haag, 24 februari 1871 - Amsterdam, 21 maart 1928) was een Nederlands toneelactrice.
Wilhelmina van der Horst-van der Lugt Melsert was de zus van toneelspeler en -leider Cor van der Lugt Melsert. Ze trouwde met toneelspeler, -directeur en -regisseur Adriaan van der Horst. Van der Horst-van der Lugt Melsert speelde in haar carrière in diverse gezelschappen. Ze leerde haar latere man kennen in de Rotterdamse Schouwburg, waar ze beiden speelden voor Alex Faassen & Co. Later speelden ze ook samen in Willem Royaards' Het Toneel, opgericht in 1908.
In 1909 werd Adriaan van der Horst, samen met Louis Bertrijn, directeur van de Koninklijke Nederlandse Schouwburg in Antwerpen. Wilhelmina kreeg er een aanstelling als eerste actrice. Na de Tooneelvereeniging van Herman Heijermans richtte haar man samen met Jan Musch in 1919 Het Schouwtooneel op. Ook hier speelde ze verschillende hoofdrollen, waaronder enkele onder regie van haar man. In 1928 overleed Wilhelmina van der Horst-van der Lugt Melsert, waarna ze begraven werd op begraafplaats Zorgvlied in Amsterdam.

## Trivia
Bij Het Schouwtooneel was ook Ko van Dijk sr. en diens echtgenote Jetty Riecker aangesloten. Dit zijn de ouders van Ko van Dijk jr. (ook hij zat bij Het Schouwtooneel).

## Galerij

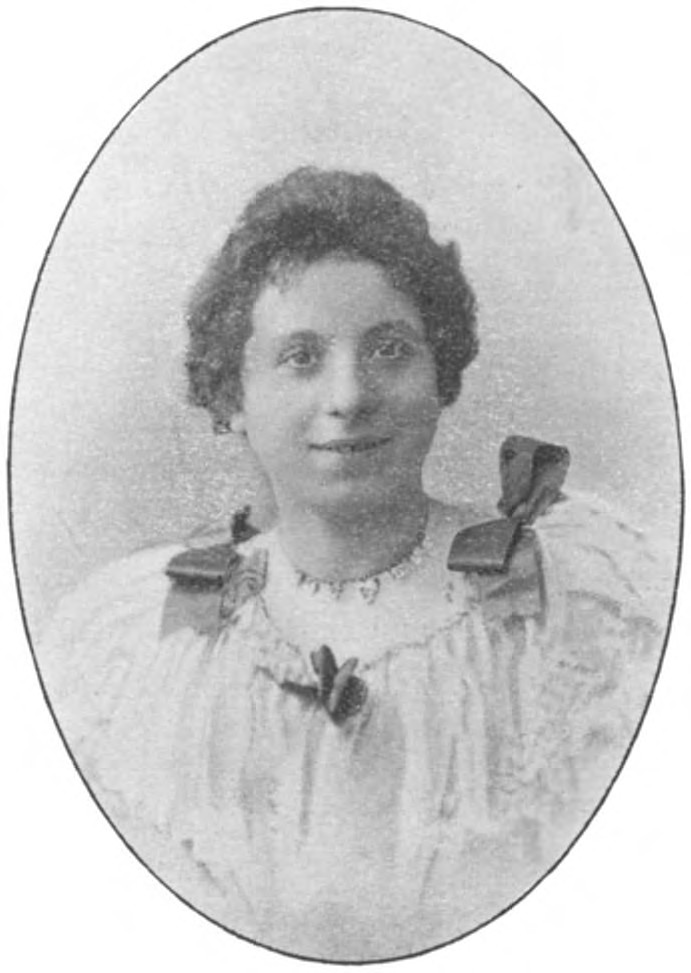
Omstreeks 1900
- De actrice in een toneelstuk in 1925
- Een video van haar begrafenis in 1928